# 남원 실상사 철조여래좌상
남원 실상사 철조여래좌상(南原 實相寺 鐵造如來坐像)은 전북특별자치도 남원시 실상사에 있는, 신라의 철조 여래 좌상이다. 대한민국의 보물 제41호로 지정되어 있다. 높이는 2.66m이고, 얼굴은 둥글면서 탄력적이며, 어깨의 선은 부드럽다.  실상사를 창건한 수철 화상이 4천 근에 달하는 쇠를 녹여 만든 불상이라고 전한다.

## 개요
통일신라 후기의 대표적인 작품으로 실상사 창건 당시부터 지금까지 보존되어 오고 있는 유명한 철불이다. 통일신라 후기에는 지방의 선종사원을 중심으로 철로 만든 불상이 활발하게 만들어졌는데, 이 불상 역시 한 예로서 당시의 불상 양식을 잘 표현하고 있다. 
머리에는 소라 모양의 머리칼을 기교있게 붙여 놓았고, 정수리 위에는 상투 모양의 머리(육계)가 아담한 크기로 자리잡고 있다. 귀는 그런대로 긴 편이고, 목에 있는 3줄의 주름인 삼도(三道)는 겨우 표현되고 있다. 좁아진 이마, 초생달 모양의 바로 뜬 눈, 다문 입 등의 근엄한 묘사는 이전의 활기차고 부드러운 모습과는 판이하게 다르다. 어깨선이 부드럽고 가슴도 볼륨있게 처리되었지만 전반적으로 다소 둔중한 느낌을 주며, 양 어깨에 모두 걸쳐 입은 옷 역시 아래로 내려올수록 무거운 느낌을 준다. 옷주름은 U자형으로 짧게 표현되고 있는데 이것은 당시에 유행하던 옷주름 표현기법으로 비교적 자연스러운 모습이다. 
이상과 같은 특징을 지닌 실상사 철제여래좌상은 긴장감과 활력이 넘치던 8세기의 불상이 다소 느슨해지고 탄력이 줄어드는 9세기 불상으로 변화하는 과도기적인 작품이라는 점에 그 의의를 둘 수 있다.

## 참고자료
- 남원 실상사 철조여래좌상 - 국가유산청 국가유산포털
- 이 문서에는 다음커뮤니케이션(현 카카오)에서 GFDL 또는 CC-SA 라이선스로 배포한 글로벌 세계대백과사전의 내용을 기초로 작성된 글이 포함되어 있습니다.